# Heinrich Joseph Baermann

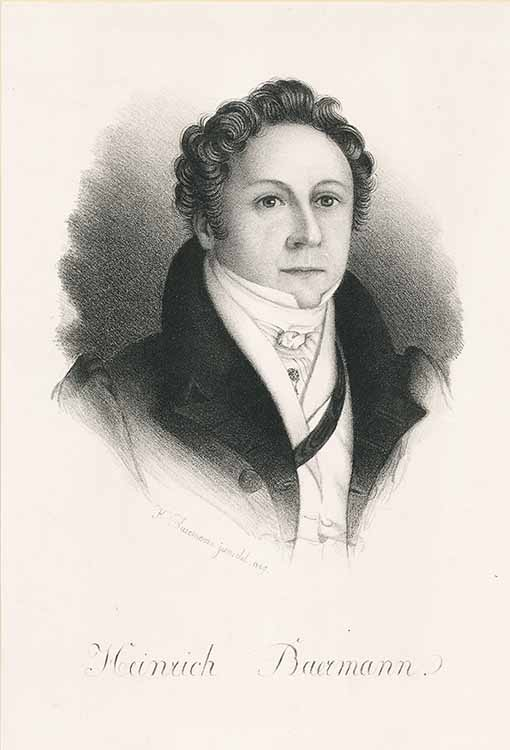
Heinrich Joseph Baermann

Heinrich Joseph Baermann (* 14. Februar 1784 in Potsdam; † 11. Juni 1847 in München) war ein deutscher Klarinettist.

## Leben
Baermann war Sohn eines preußischen Militärmusikers, sein Bruder Carl (i) schlug auch diese Laufbahn ein. Seinen ersten Klarinettenunterricht erhielt er von 1797 bis 1804 in der Militärmusikschule zu Potsdam bei dem Klarinettisten Joseph Beer, der zu dieser Zeit als königlich preußischer Kammermusikus angestellt war.
1804 wurde Prinz Louis Ferdinand auf den zwanzigjährigen Baermann aufmerksam und berief ihn schließlich nach Berlin, wo er vom königlichen Hofmusiker Franz Tausch (1762–1817) unterrichtet wurde.
1806 unterbrach Napoleons Kriegserklärung an Preußen und Russland seinen Aufenthalt in Berlin; Baermann nahm als Militärmusiker an den Kämpfen teil und geriet in Kriegsgefangenschaft, aus der er sich aber befreien konnte. Er kehrte in das von den Franzosen besetzte Berlin zurück, konnte jedoch keine Anstellung finden. Mit einem Empfehlungsschreiben des bayerischen Kronprinzen versehen ging er nach München, und schon nach seinem ersten Mitwirken bei den Vermählungsfeierlichkeiten der ältesten Tochter des Königshauses bot ihm König Maximilian I. die Stelle eines Ersten Klarinettisten in der Hofkapelle an.
Bis 1834 stand Heinrich Joseph Baermann an der Spitze der Königlich-Bayerischen Klarinettisten. Bewundert und verehrt konnte er sein Renommee vor allem durch zahlreiche Konzertreisen durch ganz Europa steigern und festigen. Seine technische Brillanz und sein Kunstsinn verhalfen ihm auch zu internationalem Ruhm. Die in den Lehrwerken immer wieder erhobene Forderung, der Klarinettist müsse auf seinem Instrument singen, wurde von Baermann auf optimale Weise erfüllt.
Die Begegnung und die Freundschaft mit Carl Maria von Weber und später mit Felix Mendelssohn wurde für die Künstler zu einer Zeit gemeinsamen Schaffens und gegenseitiger Inspiration. Ohne die Bekanntschaft mit Baermann wäre Weber wohl nicht auf die Idee gekommen, ein so reiches Werk für die Klarinette zu schaffen. Mendelssohn schrieb für Heinrich und den ihn begleitenden Sohn  Carl (ii) am 30. Dezember 1832 in Berlin das Konzertstück für Klarinette, Bassetthorn und Klavier.
Als Lehrer hat er nachhaltig auf die hohe Qualifizierung der kommenden Klarinettistengeneration eingewirkt. Sein Sohn Carl Baermann wurde sein berühmtester Schüler und Partner auf seinen Konzertreisen. Carl Baermanns Mutter war die Opernsängerin Helene Harlaß (1785–1818).
Die Erwartungen seiner Zeit an einen Instrumentalisten erfüllend, veröffentlichte Baermann zahlreiche Klarinettenkompositionen, wovon ein Adagio für Klarinette zunächst fälschlicherweise dem jungen Richard Wagner zugeschrieben wurde.
Im Juni 1847 starb Heinrich Joseph Baermann im Alter von 63 Jahren und wurde unter großer Anteilnahme der Münchner Bevölkerung auf dem Alten Südlichen Friedhof beigesetzt.

## Grabstätte
Die Grabstätte von Heinrich Baermann befand sich auf dem Alten Südlichen Friedhof in München (Gräberfeld 5 – Reihe 17 – Platz 35). Das Grab wurde am 5. Juni 1912 aufgelöst. Recherchen ergaben, dass in der Grabstätte auch Baermanns Frau Maria, sein Sohn Carl, dessen Frau Barbara, sein Sohn Heinrich sowie die Enkeltöchter Anna und Wilhelmine ihre letzte Ruhe fanden.

## Namensgeber für Straße
Nach Heinrich Baermann wurde 1947 in München im Stadtteil Obermenzing (Stadtbezirk 21 – Pasing-Obermenzing) die Bärmannstraße ⊙ benannt.